# Pierre Kaelin
L'abbé Pierre Kaelin, né le 12 mai 1913 à Estavayer-le-Lac et mort le 1er juin 1995 à Villars-sur-Glâne, est un ecclésiastique, compositeur et chef de chœur suisse.

## Biographie
Fils de notaire, Pierre Kaelin naît le 12 mai 1913 à Estavayer-le-Lac. Deuxième d’une famille de sept enfants, il étudie au collège Saint-Michel et à Einsiedeln,. Il est l'oncle de la conseillère nationale Thérèse Meyer-Kaelin.
Il entre ensuite au Grand Séminaire de Fribourg avant d’être ordonné prêtre en 1937. Sur les conseils de l’abbé Joseph Bovet, il poursuit sa formation musicale à Paris, à l'École César-Franck et à l'Institut grégorien.
Revenu en Suisse, il devient enseignant à l’École normale, où il forme les instituteurs du canton de Fribourg entre 1948 et 1977, et au conservatoire de Fribourg dès 1955. En 1949, il reprend le poste de maître de chapelle à la cathédrale Saint-Nicolas de Fribourg qu’occupait avant lui l’abbé Bovet.
Ses archives sont conservées à la Bibliothèque cantonale et universitaire de Fribourg.

## Écrits publiés
- Le Livre du chef de chœur : Essai d'une méthode d'art choral, Genève, Éd. René Kister, 1949.
- L'Art choral, Éd. Berger-Levrault, 1974 (ISBN 978-2-701-30021-4).